# Walter C. Ploeser
Walter Christian Ploeser (* 7. Januar 1907 in St. Louis, Missouri; † 17. November 1993 ebenda) war ein US-amerikanischer Politiker. Zwischen 1941 und 1949 vertrat er den Bundesstaat Missouri im US-Repräsentantenhaus.

## Werdegang
Walter Ploeser besuchte die öffentlichen Schulen seiner Heimat und in Wyoming. Danach studierte er am City College of Law and Finance in St. Louis. Anschließend arbeitete er dort ab 1922 in der Versicherungsbranche. Im Jahr 1933 gründete er seine eigene Firma. 1935 rief er die Marine Underwriters Corp. ins Leben, deren Vorstand er dann angehörte. Gleichzeitig begann er als Mitglied der Republikanischen Partei eine politische Laufbahn. In den Jahren 1931 und 1932 saß er als Abgeordneter im Repräsentantenhaus von Missouri.
Bei den Kongresswahlen des Jahres 1940 wurde Ploeser im zwölften Wahlbezirk von Missouri in das US-Repräsentantenhaus in Washington, D.C. gewählt, wo er am 3. Januar 1941 die Nachfolge von Charles Arthur Anderson antrat. Nach drei Wiederwahlen konnte er bis zum 3. Januar 1949 vier Legislaturperioden im Kongress absolvieren. Diese waren von den Ereignissen des Zweiten Weltkrieges und dessen Folgen geprägt. Seit 1947 war er Vorsitzender des Select Committee on Small Business.
1948 unterlag Ploeser dem Demokraten Raymond W. Karst. In den Jahren 1964 und 1968 war er Delegierter zu den jeweiligen Republican National Conventions. Ansonsten arbeitete er weiter in der Versicherungsbranche. Er wurde Direktor bei der Firma Webster Groves Trust Company. Zwischen 1957 und 1958 war er als Nachfolger von Arthur A. Ageton Botschafter der Vereinigten Staaten in Paraguay; zwischen 1970 und 1972 übte er diese Tätigkeit in Costa Rica aus. Außerdem war er in den Jahren 1967 bis 1969 Aufsichtsratsvorsitzender der Heilsarmee. Walter Ploeser starb am 17. November 1993 in St. Louis.